# World RX de Suecia 2021
El World RX de Suecia 2021, originalmente Swecon World RX of Sweden fue la segunda prueba de la Temporada 2021 del Campeonato Mundial de Rallycross. Se celebró del 21 al 22 de agosto de 2021 en el Höljesbanan ubicado en la localidad de Höljes, Provincia de Värmland, Suecia.
Esta prueba fue dominada por el Hansen World RX Team al igual que en la ronda anterior: los hermanos Hansen lograrón un nuevo 1-2 pero en esta ocasión el hermano mayor Timmy ganó la prueba y el menor Kevin terminó segundo. El último lugar del podio lo ocupó el neerlandés Kevin Abbring quien consiguió su primer podio en el campeonato.
En RX2e el ganador fue el finlandés Jesse Kallio quien ganó la prueba demostrando un gran dominio, fue acompañado en el podio por su compañero de equipo, el sueco Fraser McConnell y por el también sueco Isak Sjökvist.

## RX1

### Series
| Pos. | No. | Piloto               | Equipo                | Auto                   | Q1  | Q2  | Q3  | Q4  | Pts |
| ---- | --- | -------------------- | --------------------- | ---------------------- | --- | --- | --- | --- | --- |
| 1    | 21  | Timmy Hansen         | Hansen World RX Team  | Peugeot 208            | 2º  | 1º  | 2º  | 2º  | 16  |
| 2    | 1   | Johan Kristoffersson | KYB EKS JC            | Audi S1 EKS RX Quattro | 1º  | 2º  | 6º  | 1º  | 15  |
| 3    | 69  | Kevin Abbring        | UNKORRUPTED           | Renault Mégane R.S.    | 8º  | 7º  | 1º  | 3º  | 14  |
| 4    | 23  | Krisztián Szabó      | GRX-Set World RX Team | Hyundai i20            | 6º  | 3º  | 4º  | 4º  | 13  |
| 5    | 68  | Niclas Grönholm      | GRX-Set World RX Team | Hyundai i20            | 3º  | 4º  | 7º  | 10º | 12  |
| 6    | 9   | Kevin Hansen         | Hansen World RX Team  | Peugeot 208            | 4º  | 9º  | 5º  | 5º  | 11  |
| 7    | 18  | Juha Rytkönen        | Juha Rytkönen         | Ford Fiesta            | DNF | 6º  | 3º  | 6º  | 10  |
| 8    | 91  | Enzo Ide             | KYB EKS JC            | Audi S1 EKS RX Quattro | 7º  | 5º  | 8º  | 7º  | 9   |
| 9    | 8   | Peter Hedström       | Hedströms Motorsport  | Hyundai i20            | 5º  | 8º  | 9º  | 8º  | 8   |
| 10   | 50  | Attila Mozer         | Nyirad Motorsport KFT | Ford Fiesta            | 9º  | 10º | 10º | 9º  | 7   |

### Semifinales
Semifinal 1
| Pos. | No. | Piloto          | Equipo                | Tiempo    | Pts |
| ---- | --- | --------------- | --------------------- | --------- | --- |
| 1    | 21  | Timmy Hansen    | Hansen World RX Team  | 04:28.822 | 6   |
| 2    | 69  | Kevin Abbring   | UNKORRUPTED           | +3.197    | 5   |
| 3    | 18  | Juha Rytkönen   | Juha Rytkönen         | +5.331    | 4   |
| 4    | 8   | Peter Hedström  | Hedströms Motorsport  | +6.815    | 3   |
| 5    | 68  | Niclas Grönholm | GRX-Set World RX Team | +7.443    | 2   |

Semifinal 2
| Pos. | No. | Piloto               | Equipo                | Tiempo     | Pts |
| ---- | --- | -------------------- | --------------------- | ---------- | --- |
| 1    | 9   | Kevin Hansen         | Hansen World RX Team  | 04:27.773  | 6   |
| 2    | 23  | Krisztián Szabó      | GRX-Set World RX Team | +1.510     | 5   |
| 3    | 91  | Enzo Ide             | KYB EKS JC            | +6.644     | 4   |
| 4    | 50  | Attila Mozer         | Nyirad Motorsport KFT | +15.839    | 3   |
| 5    | 1   | Johan Kristoffersson | KYB EKS JC            | +3 vueltas | 2   |

### Final
| Pos. | No. | Piloto          | Equipo                | Tiempo    | Pts |
| ---- | --- | --------------- | --------------------- | --------- | --- |
| 1    | 21  | Timmy Hansen    | Hansen World RX Team  | 04:26.709 | 8   |
| 2    | 9   | Kevin Hansen    | Hansen World RX Team  | +1.049    | 5   |
| 3    | 69  | Kevin Abbring   | UNKORRUPTED           | +1.645    | 4   |
| 4    | 91  | Enzo Ide        | KYB EKS JC            | +3.154    | 3   |
| 5    | 23  | Krisztián Szabó | GRX-Set World RX Team | +3.696    | 2   |
| 6    | 18  | Juha Rytkönen   | Juha Rytkönen         | +4.636    | 1   |

## RX2e

### Series
| Pos. | No. | Piloto              | Equipo                    | Auto          | Q1  | Q2  | Q3  | Q4  | Pts |
| ---- | --- | ------------------- | ------------------------- | ------------- | --- | --- | --- | --- | --- |
| 1    | 35  | Fraser McConnell    | Olsbergs MSE              | OMSE QEV RX2e | 1º  | 1º  | 2º  | 2º  | 16  |
| 2    | 47  | Jesse Kallio        | Olsbergs MSE              | OMSE QEV RX2e | 3º  | 7º  | 1º  | 1º  | 15  |
| 3    | 14  | Nils Andersson      | Kristoffersson Motorsport | OMSE QEV RX2e | 6º  | 2º  | 5º  | 3º  | 14  |
| 4    | 96  | Guillaume De Ridder | Guillaume De Ridder       | OMSE QEV RX2e | 2º  | 4º  | 7º  | 9º  | 13  |
| 5    | 18  | Linus Östlund       | Linus Östlund             | OMSE QEV RX2e | 4º  | 3º  | 3º  | DNF | 12  |
| 6    | 170 | Isak Reiersen       | EKS JC                    | OMSE QEV RX2e | 5º  | 9º  | 6º  | 4º  | 11  |
| 7    | 13  | Patrick O'Donovan   | Patrick O'Donovan         | OMSE QEV RX2e | 8º  | 5º  | 4º  | 8º  | 10  |
| 8    | 82  | Isak Sjökvist       | Isak Sjökvist             | OMSE QEV RX2e | 7º  | 6º  | 8º  | 5º  | 9   |
| 9    | 21  | Damien Meunier      | Damien Meunier            | OMSE QEV RX2e | 9º  | 8º  | 9º  | 6º  | 8   |
| 10   | 5   | Pablo Suárez        | Monlau Compéticion        | OMSE QEV RX2e | 10º | 10º | 10º | 7º  | 7   |

### Semifinales
Semifinal 1
| Pos. | No. | Piloto            | Equipo                    | Tiempo     | Pts |
| ---- | --- | ----------------- | ------------------------- | ---------- | --- |
| 1    | 35  | Fraser McConnell  | Olsbergs MSE              | 04:38.638  | 6   |
| 2    | 18  | Linus Östlund     | Linus Östlund             | +0.666     | 5   |
| 3    | 13  | Patrick O'Donovan | Patrick O'Donovan         | +1.274     | 4   |
| 4    | 21  | Damien Meunier    | Damien Meunier            | +3.297     | 3   |
| 5    | 14  | Nils Andersson    | Kristoffersson Motorsport | +5 vueltas | 2   |

Semifinal 2
| Pos. | No. | Piloto              | Equipo              | Tiempo    | Pts |
| ---- | --- | ------------------- | ------------------- | --------- | --- |
| 1    | 47  | Jesse Kallio        | Olsbergs MSE        | 04:36.549 | 6   |
| 2    | 96  | Guillaume De Ridder | Guillaume De Ridder | +2.083    | 5   |
| 3    | 82  | Isak Sjökvist       | Isak Sjökvist       | +5.569    | 4   |
| 4    | 5   | Pablo Suárez        | Monlau Compéticion  | +10.047   | 3   |
| 5    | 170 | Isak Reiersen       | EKS JC              | +11.533   | 2   |

### Final
| Pos. | No. | Piloto              | Equipo              | Tiempo    | Pts |
| ---- | --- | ------------------- | ------------------- | --------- | --- |
| 1    | 47  | Jesse Kallio        | Olsbergs MSE        | 04:39.714 | 8   |
| 2    | 35  | Fraser McConnell    | Olsbergs MSE        | +1.605    | 5   |
| 3    | 82  | Isak Sjökvist       | Isak Sjökvist       | +4.472    | 4   |
| 4    | 96  | Guillaume De Ridder | Guillaume De Ridder | +7.210    | 3   |
| 5    | 18  | Linus Östlund       | Linus Östlund       | +7.594    | 2   |
| 6    | 13  | Patrick O'Donovan   | Patrick O'Donovan   | +10.552   | 1   |

## Campeonatos tras la prueba
| Pos | Piloto               | Pts | Dif |
| --- | -------------------- | --- | --- |
| 1   | Timmy Hansen         | 57  |     |
| 2   | Kevin Hansen         | 51  | +6  |
| 3   | Krisztián Szabó      | 40  | +17 |
| 4   | Johan Kristoffersson | 37  | +20 |
| 5   | Kevin Abbring        | 37  | +20 |

| Pos | Piloto              | Pts | Dif |
| --- | ------------------- | --- | --- |
| 1   | Guillaume De Ridder | 51  |     |
| 2   | Jesse Kallio        | 50  | +1  |
| 3   | Fraser McConnell    | 49  | +2  |
| 4   | Patrick O'Donovan   | 34  | +17 |
| 5   | Pablo Suárez        | 31  | +20 |

- Nota: Sólo se incluyen las cinco posiciones principales.